# フライホイール

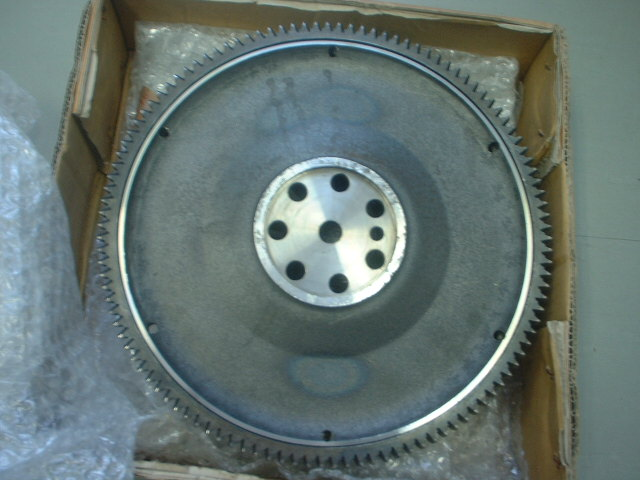
MT車用のフライホイール
4G63エンジン用

フライホイール（英: flywheel）は、回転系の慣性モーメントを利用した機構に用いられる機械要素のひとつである。日本語では弾み車（はずみぐるま）や勢車（せいしゃ）という。回転機構の回転速度を安定化させる用途や、回転の運動エネルギーを利用する用途、角加速度を与えた際の反力を利用する用途に用いられる。

## 概要
フライホイールは重心に回転軸が通った慣性体で、慣性モーメントの大きさは組み込まれる機械に応じて設計される。
機械の回転速度を変化させる際、その回転系の慣性モーメントが大きいほど必要なトルクは大きくなるが、わずかなトルクの変動で大きな角加速度が発生して、回転速度が短時間に大きく変化する回転系の場合でも、フライホイールによって回転系の慣性モーメントを増やすことで回転速度の変化を防いだり緩やかにする。クランクとコネクティングロッドを組み合わせて往復運動を回転運動に変換する機構においてはフライホイールが組み合わされる例が多い。この機構はクランクとコネクティングロッドが平行になる位相、すなわち死点では往復運動の動力が伝達できなくなる。回転系の慣性モーメントによって死点においても回転を続けられるが、より滑らかに回転を安定させるためフライホイールが組み合わされる。
あるいはフライホイールを回転させることで運動エネルギーを蓄えて、別の機械要素にトルクを与えるエネルギー源として利用する構成もある。
機構の回転を安定化させるほかにも機能を持たせる場合があり、形状は円盤ないし回転体を基本として、他の部品を固定して回転させる要素や歯車、手で操作する際に把持するための要素を持つものがある。

## 主な応用例
レコードプレーヤー
レコード盤の回転速度を安定させるため、ターンテーブルはフライホイールの機能を併せ持つ。
オルゴール
ぜんまい動力を安定的な回転に変換するさいに利用される調速機としてフライホイールが使われることがある。
足踏み式ミシン
揺動するペダルの往復運動をコネクティングロッドとクランクで伝達する機構において、クランク付きプーリーはフライホイールの機能を持つ。
レシプロエンジン
動作行程で生じるトルク変動を吸収するために、レシプロエンジンにはフライホイールが取り付けられるのが通常である。特に自動車やオートバイのように、回転数の変化が大きい機械のエンジンでは、フライホイールの質量（慣性モーメント）によって、低速時の運転性（ドライバビリティ）、ツキ（スロットルレスポンス）、燃費といった特性に影響が現れやすい。自動車用は材質にねずみ鋳鉄が用いられる場合が多いが、クロームモリブデン鋼製やアルミニウム合金製として慣性モーメントを小さくし、アクセルレスポンスを重視した製品もある。また、自動車用の場合、クラッチの摩擦面、セルフスターターの大歯車（フライホイール外周にリングギアを焼きばめ）、発電機のローターマグネットなどの機能と組み合わされる場合が多い。
慣性始動機
航空機において大型化したエンジンの始動に用いられるもので、外部動力によるエンジン始動が行えない状況下でもエンジンを始動させるために使用される。1926年に開発されフライホイールと遊星歯車機構を用いて人力の回転力を200倍程度に増幅させクラッチを繋いでエンジンの始動を行う。始動までには20秒以上がかかるが、強力なセルモーターを必要とせず人力でエンジン始動ができるため外部動力が用意できない可能性のある軍事分野で使われる。人力による手動のほか電動化したものや電動・手動両方が利用できるものなどが利用された。主に航空機で利用されたが、ティーガー戦車など当時のセルモーターで始動が困難な重戦車の始動にも用いられた。
無停電電源装置
電動機によってフライホイールを回転させることで、電気エネルギーを運動エネルギーに変換して蓄えておく。停電時にはフライホイールに蓄えたエネルギーで内燃機関を始動し、その力で発電する。
フライホイール・バッテリー
フライホイール蓄電装置などとも呼ばれる。電力系統に接続して、電力を一時的に回転運動エネルギーに変換して蓄積することで、電力系統の安定化を図る。
フリクション玩具
車輪で自走する玩具の動力としてフライホイールが利用される。床などに押しつけながら玩具を動かすことで車輪に連結されたフライホイールが回転し、フライホイールの慣性モーメントによって車輪の回転を維持する。
運動エネルギー回収システム（KERS）
自動車などで走行中に生じた余剰エネルギーを加速時などにエンジンの出力を補助する目的で再利用する装置のひとつとして、フライホイールを用いた方式がある。
プレス機械
機械式のプレス機械においては、フライホイールにモーターで回転を与えて動力源として利用する。フライホイールの回転はクラッチを介してクランクに伝達され、コネクティングロッドで往復運動にしてスライドを上下させる。
鉄道模型
走行時の動きを滑らかにするために、動力車の出力軸にフライホイールを組み込んだ製品がある。
リアクションホイール
フライホイールの一種で、人工衛星など宇宙機の角運動量を変化させるために用いられる。
ローラーコースター
ナガシマスパーランドのシャトルループの加速装置に用いられている。